# Gotland póni
A gotlandi póni Gotland szigetéről származó kisméretű lófajta.   

## Története
Feltehetően a svéd Gotland vagy Skogruss póni legrégibb skandináv fajta és sokat megőrzött primitív karakteréből. Ezek a lovak valamikor félvad körülmények között éltek a balti-tenger Gotland-szigetén és a svédországi Löjsta erdőkben. Sokan vannak, akik gotland lóként használják a nevét. Erre 125-130 cm-es marmagasságával bőven rácáfol a fajta. Elődök lehettek a Tarpán és az arab fajták. 

## Tenyésztése
A pónik Gotlandról származnak, ahol már valószínűleg a kőkorszak óta éltek. Sokan úgy tartják, eredetük a tarpánra vezethető vissza, de minden tény szerint az utóbbi évszázadokban arab vér is került beléjük. Napjainkban szelektív tenyésztésük tart, gondosan megválasztják a szülőket. Ma már Svédországnak magára a Skandináv-félszigetre eső területein is folyik a tenyésztésük.

## Jellemzői
- rövid nyak
- könnyű és keskeny törzs, ennek ellenére kitartó fajta
- gyakran fejletlenek a hátulsó lábak
- a farok mélyen tűzött
- csapott far
- a lapockák (noha erősek), meglehetősen meredekek

## Hasznosítása
Eredetileg a Gotlandot, mint sokoldalú munkapónit használták, de modern példányaikat inkább hátaslóként részesítik előnyben. Ezek kiválóan teljesítnek ugró- és ügetőversenyeken. A mozgásuk lépésben és ügetésben fürge, de a vágta nem igazán a fajta jármódja.